# جون فليتشير (سياسي نيوزلندي)
جون فليتشير (بالإنجليزية: John Shearer Fletcher)‏ هو سياسي نيوزلندي، ولد في 22 ديسمبر 1888 في المملكة المتحدة، وتوفي في 15 فبراير 1934 في أوكلاند في نيوزيلندا. انتخب عضو مجلس النواب النيوزيلندي.